# Negroroncus
Genre
Negroroncus est un genre de pseudoscorpions de la famille des Ideoroncidae.

## Distribution
Les espèces de ce genre se rencontrent en Afrique de l'Est, en Afrique centrale et en Afrique australe.

## Liste des espèces
Selon Pseudoscorpions of the World (version 3.0) :
- Negroroncus aelleni Vachon, 1958
- Negroroncus africanus (Redikorzev, 1924)
- Negroroncus azanius Mahnert, 1981
- Negroroncus densedentatus Mahnert, 1981
- Negroroncus gregoryi Mahnert, 1981
- Negroroncus jeanneli Vachon, 1958
- Negroroncus kerenyaga Mahnert, 1981
- Negroroncus laevis Beier, 1972
- Negroroncus longedigitatus Beier, 1944
- Negroroncus minutus Beier, 1967
- Negroroncus rhodesiacus Beier, 1964
- Negroroncus silvicola Mahnert, 1981
- Negroroncus tsavoensis Mahnert, 1981

## Publication originale
- Beier, 1931 : Neue Pseudoscorpione der U. O. Neobisiinea. Mitteilung aus dem Zoologischen Museum in Berlin, vol. 17, p. 299-318.